# هوانگ یونگ شیک
هوانگ یونگ شیک (کره‌ای: 황영식؛ زادهٔ ۱۳ نوامبر ۱۹۹۰) ورزشکار سوارکار است. او در بازی‌های المپیک تابستانی ۲۰۲۰ رقابت کرده است.
وی در مسابقات کشوری و بین‌المللی در مجموع برندهٔ ۴ مدال طلا شده است.